# Albert Moritz Wolff
Albert Moritz Wolff (* 15. Juni 1854 in Berlin; † 23. August 1923 in Lüneburg) war ein deutscher Bildhauer und Medailleur, er benutzte die Signatur A. M. Wolff.
Albert Moritz Wolff ist nicht zu verwechseln mit dem älteren Bildhauer Albert Wolff (1815–1892), mit dem er nicht verwandt war.

## Leben
Über Wolffs Leben ist bisher nur wenig bekannt. Zu vermuten ist eine Ausbildung zum Zeichenlehrer, da die Tätigkeit in diesem Beruf nachweisbar ist. Das erste bekannte bildhauerische Werk ist ein 1879 datiertes Relief am Grabmal Reinhold in Hamburg. Als Schüler der Berliner Kunstakademie stellte er im Jahr 1881 erstmals auf der Akademieausstellung aus, nämlich die Büste des Predigers Nessler. Die Bildhauerei war für ihn in dieser Zeit wohl ein Nebenerwerb, noch im Jahr 1885 war er hauptberuflich als Zeichenlehrer am Französischen Gymnasium Berlin tätig. Einige seiner Grabfiguren, Grabreliefs, Kleinplastiken und Medaillen sind über Jahrzehnte von verschiedenen Unternehmen (Gladenbeck in Berlin, WMF in Geislingen, Gebr. Lindt NFL in Berlin, Münzanstalt Werner & Söhne in Berlin) in größeren Stückzahlen als sogenannte Katalogware vertrieben worden. Einige der auf verschiedenen Kunstauktionen versteigerten Bronzen zeigen typisch russische Motive und sind in Kyrillisch signiert, was darauf hindeutet, dass Wolff auch den russischen Markt belieferte.

## Leistungen
Die künstlerischen Leistungen Wolffs liegen weniger auf dem Gebiet der Denkmalsplastik als vielmehr im Bereich der genrehaften Kleinplastiken und Gedenkmedaillen. Letztere fertigte er hauptsächlich für die Berliner Münzanstalt Werner & Söhne.

## Werke (Auswahl)
Einige der nachfolgend genannten Kleinplastiken sind in den vergangenen Jahren auf Auktionen versteigert worden. (vgl. u. a. auf artnet.de mit Abbildungen)
| Werkname                                                                | Bild | Datierung                 | Standort                                                                       | Weitere Informationen                                                                                             |
| ----------------------------------------------------------------------- | ---- | ------------------------- | ------------------------------------------------------------------------------ | --- |
| Relief Merkur (Grabmal Reinhold)                                        |      | 1879                      | Hamburg, Friedhof Ohlsdorf                                                     | Merkur, im Hintergrund Hafengeschehen; am Ort erhalten                                                            |
| Büste des Predigers Nessler                                             |      | 1881                      |                                                                                | erste Beteiligung an der Berliner Akademieausstellung                                                             |
| Winterliche Schlittenfahrt                                              |      | um 1890                   |                                                                                | |
| Judith mit Schwert                                                      |      | 1893                      |                                                                                | |
| Kaukasischer Pflug                                                      |      | 1894                      |                                                                                | |
| Kurze Rast                                                              |      | 1894                      |                                                                                | vielleicht identisch mit Trinkender Kameltreiber, noch 1926 im Katalog der Gießerei Gladenbeck (32, 21 und 16 cm) |
| Trauernde (Grabmal der Familie Baare)                                   |      | 1895                      | Bochum, Alter Friedhof (sog. Kortumpark)                                       | am Ort erhalten; gleiche Figur wie 1914 in Hamburg                                                                |
| Musizierender Kosake                                                    |      | 1895                      |                                                                                | |
| Hl. Michael                                                             |      | 1897                      | Erkner, Genezarethkirche                                                       | am Ort erhalten                                                                                                   |
| Kriegerdenkmal 1870/71                                                  |      | 1897                      | Erkner                                                                         | |
| Statuette Otto von Bismarcks                                            |      | 1900                      |                                                                                | |
| Grabstätte Leopold Hoesch                                               |      | 1900                      | Düren, Evangelischer Friedhof Düren                                            | |
| Denkmal für Kaiser Wilhelm I.                                           |      | 22. März 1902             | Rixdorf bei Berlin                                                             | 1944 eingeschmolzen                                                                                               |
| Kriegerdenkmal                                                          |      | 30. Mai 1903              | Philadelphia (USA)                                                             | für den deutschen Veteranenfriedhof; gleiche Gestaltung wie in Erkner                                             |
| Reliefs des Großen Kurfürsten und dessen Gemahlin                       |      | 1904                      | Berlin, Dorotheenstädtische Kirche                                             | erhalten |
| Medaille für Immanuel Kant                                              |      | 1904                      |                                                                                | zum 100. Geburtstag von Kant                                                                                      |
| Medaille für Friedrich Schiller zu dessen 100. Todestag                 |      | 1905                      | Grassimuseum Leipzig, Nr. 710                                                  | nach der Skulptur von Johann Heinrich von Dannecker                                                               |
| Medaille für Hermann Dannenberg                                         |      | 1905                      | Münzkabinett des Instituts für Klassische Archäologie der Universität Tübingen | [ 6 ] |
| Relief Trauernde (Grabmal Voigt)                                        |      | 1906                      | Hamburg, Friedhof Ohlsdorf                                                     | Galvanobronze der WMF; am Ort erhalten                                                                            |
| Relief Trauernde (Grabmal Hameister)                                    |      | 1906                      | Cammin (Mecklenburg), Friedhof                                                 | Galvanobronze der WMF; am Ort erhalten                                                                            |
| Gedenkmedaille der Armee-, Marine- und Kolonial-Ausstellung Berlin 1907 |      | 1907                      | z. B. ein Exemplar im Schul- und Heimatmuseum Berlin-Friedenau                 | Bildnis des Kronprinzen Wilhelm, des Schirmherrn der Ausstellung                                                  |
| verschiedene Medaillen                                                  |      | um 1907                   |                                                                                | 20 verschiedene Medaillen auf der Kunstausstellung Berlin                                                         |
| Medaille für Ernst Friedel                                              |      | 1907                      |                                                                                | |
| Marinedenkmal                                                           |      | 1907/08                   | Swakopmund                                                                     | |
| Skulptur vom Denkmal für das Marineexpeditionskorps als Statuette       |      | ab 1908                   |                                                                                | Kleinbronzen der Gießerei Gladenbeck Berlin                                                                       |
| Grabmal Johanna Stegen                                                  |      | 1908                      | Berlin, Sophienkirchhof II                                                     | am Ort erhalten                                                                                                   |
| Standbilder Kaiser Wilhelms II. und der Kaiserin Auguste Viktoria       |      | 9. Apr. 1910 (Einweihung) | Jerusalem, an der Fassade des Ölberg-Hospizes                                  | am Ort erhalten                                                                                                   |
| Wettbewerbsentwurf für ein Kolonialdenkmal                              |      | 1912                      | für Windhuk                                                                    | Auftrag ging an Adolf Kürle                                                                                       |
| Hermann Amandus Schwarz                                                 |      | 1912                      |                                                                                | (105,77 g; 60 cm)                                                                                                 |
| Betender Araber                                                         |      | 1912                      |                                                                                | noch 1926 im Katalog der Gießerei Gladenbeck (36, 21 und 16 cm)                                                   |
| Trauernde (Grabmal Neidhardt/Reimer)                                    |      | 1914                      | Hamburg, Friedhof Ohlsdorf                                                     | am Ort erhalten; gleiche Figur auch 1895 in Bochum                                                                |
| Medaille für Otto Liman von Sanders                                     |      | 1916                      |                                                                                | Brustbild in Uniform en face; Rückseite: AM 18. DEZ. 1915 u. a. 9. JAN. 1916 WAR DIE SÄUBERUNG VON GALLIPOLI      |
| Grabmal Martha Jagielski                                                |      | um 1920                   | Berlin, Luisenstädtischer Friedhof                                             | am Ort erhalten                                                                                                   |
| Grabmal Pommrich                                                        |      |                           | Berlin, Französischer Friedhof                                                 | am Ort erhalten                                                                                                   |
| Ritter                                                                  |      |                           |                                                                                | noch 1926 im Katalog der Gießerei Gladenbeck (38 cm)                                                              |
| Gardesoldat                                                             |      |                           |                                                                                | noch 1926 im Katalog der Gießerei Gladenbeck (29 cm)                                                              |
| Saida (nach Villani)                                                    |      |                           |                                                                                | |
| Eber                                                                    |      |                           |                                                                                | |
| Flucht aus Ägypten (?)                                                  |      |                           |                                                                                | |
| Geschütz mit Bedienung                                                  |      |                           |                                                                                | |
| Löwenkämpfer                                                            |      |                           |                                                                                | |
| Verfolgt                                                                |      |                           |                                                                                | |
| Schmuggler                                                              |      |                           |                                                                                | noch 1926 im Katalog der Gießerei Gladenbeck (27,5 cm)                                                            |
| Ochsengespann                                                           |      |                           |                                                                                | noch 1926 im Katalog der Gießerei Gladenbeck (22 cm)                                                              |
| Bauernwagen                                                             |      |                           |                                                                                | |
| Kaukasische Mühle                                                       |      |                           |                                                                                | noch 1926 im Katalog der Gießerei Gladenbeck (16 cm)                                                              |
| Troika                                                                  |      |                           |                                                                                | noch 1926 im Katalog der Gießerei Gladenbeck (19 cm)                                                              |
| Kosakenpaar (Abschiedskuss)                                             |      |                           |                                                                                | |
| Pferd tränkendes Mädchen                                                |      |                           |                                                                                | |
| Jäger                                                                   |      |                           |                                                                                | |
| Schlitten mit Eis beladen                                               |      |                           |                                                                                | noch 1926 im Katalog der Gießerei Gladenbeck (15 cm)                                                              |